# Radio Rivadavia
Radio Rivadavia es una estación de radio argentina que transmite desde la Ciudad Autónoma de Buenos Aires.

## Historia

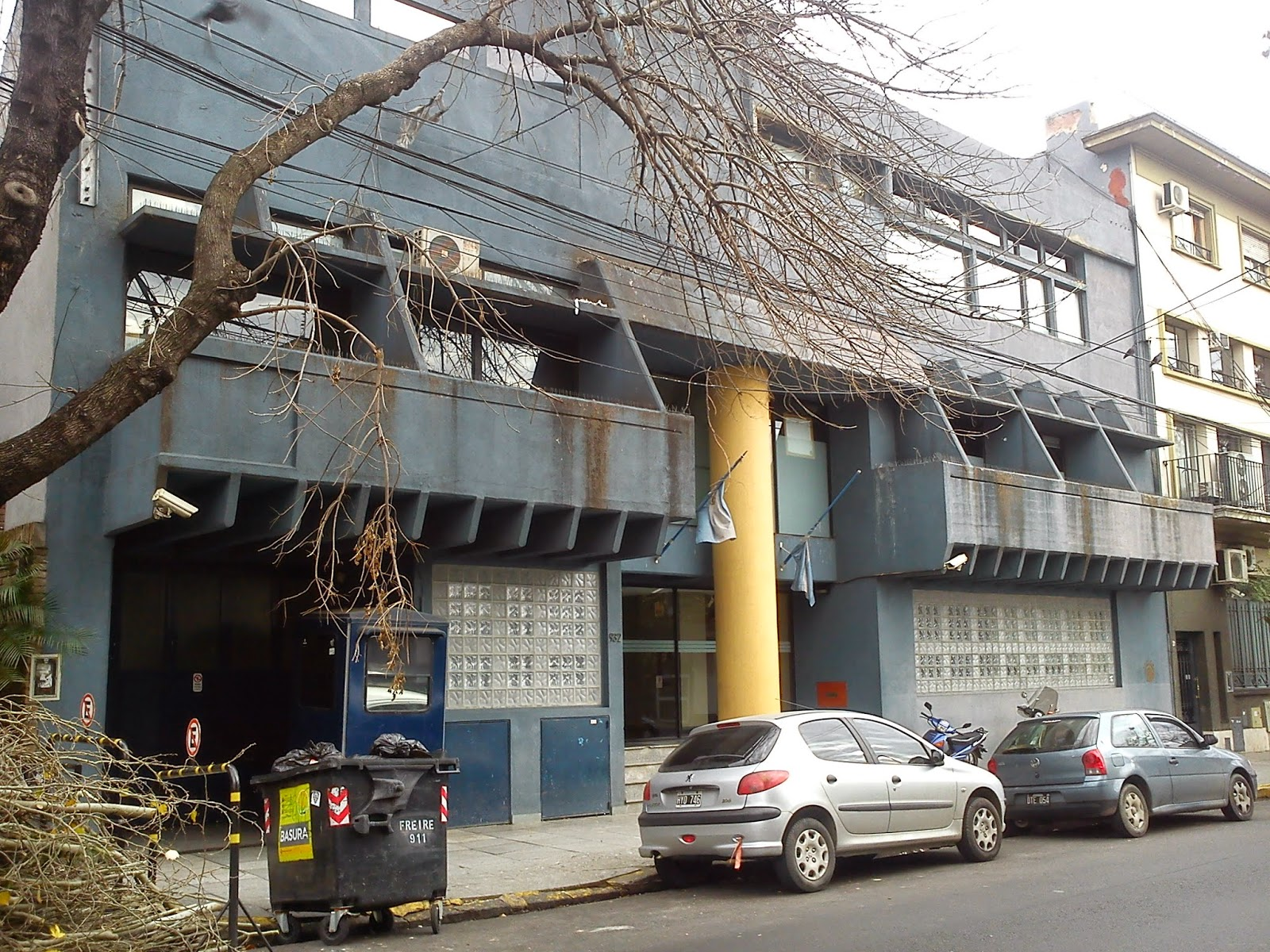
Freire 932: Actual sede de la emisora.

Fue fundada en 1928 por la casa Muebles Díaz, propiedad de Rafael Díaz, con el nombre de L.O.K. Radio Muebles Díaz. Al año siguiente, el gobierno nacional (presidente Hipólito Yrigoyen) se hizo cargo de la radio adoptando el nombre de LS5 Radio Estación Rivadavia. 
Desde 1932 hasta 2022, sus programas se transmitieron en Arenales 2467, ubicado en el barrio de Recoleta.
En 1933, puso al aire uno de los programas más exitosos y duraderos de la radiofonía argentina: La oral deportiva, dedicado al fútbol y conducido por Edmundo Campagnale y Eduardo "Lalo" Pelicciari, que dominaron el periodismo deportivo de la época. 
Por la misma época la radio obtuvo un resonante éxito transmitiendo el radioteatro diario Sandokán, el Tigre de la Malasia sobre el libro del italiano Emilio Salgari.
En 1934, adoptó el nombre de LS5 Radio Rivadavia a raíz de una disposición general del gobierno.
El 24 de abril de 1958 siete días antes de entregar el poder al gobierno democrático de Arturo Frondizi, la dictadura militar llamada Revolución Libertadora privatizó la radio entregándola a la empresa Radio Emisora Cultural S.A., propiedad de Minera Aluminé y el Banco Buenos Aires.
En 1958 se inició el programa El rotativo del aire, 
de Faustino García en estudios, y Jorge Passo desde Casa de Gobierno, con cobertura diaria de la actividad presidencial. El programa sigue aún en el aire.[cita requerida] Casualmente, el mismo año murió Edmundo Campagnale, la voz de identificación de Radio Rivadavia. Fue sustituido entonces en La oral deportiva por el relator deportivo José María Muñoz, quien se convertiría en el periodista más premiado de la radiofonía argentina y director indiscutido de la radio[cita requerida]. Muñoz sería acompañado en los comentarios deportivos por Enzo Ardigó. Pocos años después se sumó a la radio como locutor comercial Jorge "Cacho" Fontana, que se convertiría en uno de los locutores más destacados de la historia del país y[cita requerida] que luego conduciría Fontana show.
En 1958 fue la primera radio del país en transmitir 24 horas con una programación propia. Debido a ello, adoptó como logotipo, un gallo y una lechuza, para simbolizar el día y la noche. 
Luego de la muerte de José María Muñoz en octubre de 1992, su lugar fue ocupado por Horacio García Blanco, Carlos Hugo Menéndez y Ernesto Cherquis Bialo. Actualmente, Juan Manuel "Bambino" Pons, Luis Islas y su equipo son los responsables de llevar adelante La oral deportiva a partir de las 21 horas, en tanto que Emiliano Pinzón suma una versión exprés de 16:30 a 17 horas. 
Otros importantes locutores que se desempeñaron extensamente en Radio Rivadavia fueron Alberto Almada, Alfredo Garrido y Juan Alberto Badía.
Entre 1964 y 1981, la radio transmitió de 6 a 8 de la mañana, El club de barbas, conducido por Rubén Aldao, el programa se emitía de lunes a sábados de 6 a 8 de la mañana, que hizo famoso su lema «sin ustedes ahí, nosotros aquí… ¿para qué?». Este programa obtuvo el mayor pico de audiencia de la historia de la radiofonía argentina.
En 1960, Isidro González Longhi y Andrés Rouco, comenzaron las transmisiones de automovilismo con el programa Carburando. En 1969, se sumó al equipo, Eduardo González Rouco, hijo y sobrino de los conductores. A partir de 1997, la cobertura de automovilismo en Rivadavia pasó al equipo Campeones, dirigido por Carlos Alberto Legnani. El programa dejó de emitirse en Rivadavia en 2018, retornó en 2019, y salió del aire definitivamente en 2020.
En 1966, el animador y locutor Antonio Carrizo, inició otro histórico programa, La vida y el canto que se mantuvo dos décadas en el aire. En este programa Carrizo entrevistó varias veces a Jorge Luis Borges, textos que luego originarían el libro Borges, el memorioso.
En marzo de 1973, Héctor Larrea comenzó su programa Rapidísimo, destinado a establecer un estándar para los programas radiales de la mañana. En ese programa actuaron profesionales que luego tendrían destacada actuación en la radio y televisión nacional: Mario Sánchez, Luis Landriscina, Mario Sapag, Tincho Zabala, Luis Pedro Toni, la conocida cantante de tangos, Beba Bidart, Roberto "Bobby" Rial, Héctor Ernié, Lía Salgado, Mónica Gutiérrez, Rolando Vera, entre otros.
A finales de la década del '70 cuando promediaba la dictadura militar llamada Proceso de Reorganización Nacional, varias mujeres comenzaron a tener un papel en la conducción de los programas: Magdalena Ruiz Guiñazú, Luisa Valmaggia, Mónica Gutiérrez, Lía Salgado y María Laura Santillán.[cita requerida]
En 1971, habían comenzado las transmisiones en FM, por el 103.1 MHz del dial bajo la denominación de FMR (Frecuencia Modulada Rivadavia), pero se afianzó en la segunda mitad de la década del '70 y en la primera mitad de la década del '80. Allí se destacó el programa Piedra libre de Juan Alberto Badía, en el cual comenzó su carrera ascendente, Marcelo Tinelli. Compartían el ciclo periodistas reconocidos, como Luis Frontera, Guillermo Gauna, Ricardo Chamorro, Pepe Eliaschev y Enrique Llamas de Madariaga entre muchos otros. En 1980 fue reconocida con una Mención Especial de los Premio Konex por su aporte a la comunidad. La emisora cambiaría su nombre primero a FM Inolvidable, después FM Viva y luego Radio Uno (antes FM Alfa, FM Spika y Vorterix Rock).
A fines de 2021 era la segunda emisora más escuchada con el 16% de cuota.
En 2017 la emisora entra en quiebra, y luego de dos subastas que no tuvieron éxito en el año 2018, el 8 de octubre de ese mismo año la compra Marcelo Figoli titular del grupo Alpha Media y de la productora Fenix Entertainment Group.
En 2022 la radio traslada sus estudios a Freire 932, barrio porteño de Colegiales.

## Programación
Actualmente la programación de Radio Rivadavia incluye Esta mañana con Marcelo Longobardi, Esta tarde con Luis Majul, Cristina sin vueltas con Cristina Pérez, Baby en el medio con Baby Etchecopar, Pan y circo con Jonatan Viale, Crónica de una tarde anunciada con Nelson Castro, Modo Plager con Debora Plager y La oral deportiva con Román Iucht.